# Xã Genesee, Quận Potter, Pennsylvania
Xã Genesee (tiếng Anh: Genesee Township) là một xã thuộc quận Potter, tiểu bang Pennsylvania, Hoa Kỳ. Năm 2010, dân số của xã này là 799 người.